# Zeitschrift für das Fürsorgewesen
Die Zeitschrift für das Fürsorgewesen (ZfF) ist eine Fachzeitschrift, die sich mit aktuellen sozialrechtlichen Themen beschäftigt.
Behandelt werden insbesondere rechtliche und praktische Fragen aus dem Bereich der Sozialhilfe, der Grundsicherung für Arbeitsuchende, des Asylbewerberleistungsrechts sowie der Kinder- und Jugendhilfe und damit im Zusammenhang stehende Rechtsfragen auch aus den angrenzenden Rechtsgebieten, bspw. dem Bereich des Zivilrechts.
Die Zeitschrift umfasst längere Aufsätze zu grundlegenden Fragen der genannten Rechtskreise und Übersichtsbeiträge zur neueren Rechtsprechung, zu Regelsatztabellen usw. Außerdem werden neue Gesetze und Verordnungen angezeigt sowie Hinweise auf interessante Literatur mit diesem Kontext gegeben.
Zielgruppe sind vorwiegend Mitarbeiter in den Sozialämtern, Jobcentern, Jugendämtern. Die Beiträge sind aber auch für andere sozialrechtliche Praktiker sowie für die Wissenschaft von Interesse.
Die Zeitschrift erscheint seit 1949. Sie wurde anfangs herausgegeben vom Sozialamt der Landeshauptstadt Hannover, heute vom Fachbereich Soziales der Landeshauptstadt Hannover. Die Redaktion liegt ab 2024 bei Marion Borchard.
Die ZfF erscheint zum 25. eines Monats in einer gedruckten Auflage von 1.750 Exemplaren. Die verbreitete Auflage liegt bei 1.650 Stück. Eine digitale Ausgabe ist nicht nachgewiesen.